# 國道三號甲線
中華民國國道三號甲線，又稱台北聯絡線，簡稱國三甲，是國道三號的一條支線，連接國道三號與臺北市大安區、文山區、新北市深坑區等地的一條國道快速公路；可行駛大型重型機車，也是國道計程收費的實施路段。由於本公路是臺北都會區進出福爾摩沙高速公路的要道之一，因此尖峰時段時常有塞車的情形。
原通車初期均編為高速公路，2006年配合立法院修正「道路交通管理處罰條例」，要求原「高速公路交通管制規則」將快速公路納入，修正為「高速公路及快速公路交通管制規則」，因國道三甲不符合修正後條文有關高速公路定義：「其出入口完全控制，中央分隔雙向行駛，除起迄點外，並與其他道路立體相交，專供汽車行駛之公路。」，而符合快速公路定義：「出入口完全或部分控制，中央分隔雙向行駛，並得與主、次要道路立體相交或平面相交，專供汽車行駛之公路。」，因國道三甲有與其他道路平面相交之情況，與國道三號相交處並未完全立體化，故依其規定須歸類為國道快速公路並已由中央公路主管機關公告為快速公路路段。

## 概述
國道三甲起點位於臺北市辛亥路辛亥隧道旁，經過二處隧道後，設有萬芳交流道與信義快速道路交會，之後與國道三號主線於木柵交流道會合，最後連接至新北市深坑區文山路與新光路。
本路線曾計畫由台北端繼續延伸，沿辛亥路二、三段兩旁之分隔島高架，最後接上水源快速道路及建國快速道路。目前以辛亥路平面道路與穿越基隆路之車行地下道與建國高架道路銜接。

## 歷史
- 1996年
  - 3月21日，與國道三號汐止系統至木柵路段一齊通車。
- 2005年
  - 5月14日，萬芳交流道隨著信義快速道路的開通而全部通車。
- 2007年
  - 11月1日，開放排氣量550c.c.以上之大型重型機車通行，同時因應法規修正，公告由國道高速公路降級至國道快速公路。
- 2012年
  - 7月1日，開放排氣量逾250c.c.之大型重型機車行駛。
- 2013年
  - 12月30日，隨著全面高速公路電子收費系統設置而開始收費，大型重型機車不收費。

## 設施

### 交流道
| 國道三甲路線設施里程一覽表 |      |        |           |                    |        |               |                                                                                           |
| 標誌                       | 里程 | 名稱   | 順樁預告  | 逆樁預告           | 形式   | 通車日        | 銜接道路 →聯絡地區                                                                        |
|                            |      |        |           |                    |        |               |                                                                                           |
| 0                          | 0.0  | 台北端 | 起點      | 辛亥路 基隆路 終點 | 直接式 | 1996年3月21日 | 辛亥路⇒基隆路、建國高架道路 →大安區                                                       |
| － 隧道                    |      |        |           |                    |        |               |                                                                                           |
| － 隧道                    |      |        |           |                    |        |               |                                                                                           |
| 3                          | 3.6  | 萬芳   | 木柵路    | 木柵路 信義路      | 雙葉型 | 2005年5月14日 | 信義快速道路⇒ 市道106號（木柵路）、信義路 · →文山區萬芳社區＆木柵、信義區、台北市立動物園 |
| 5                          | 5.1  | 木柵   | 南港 新店 | 新店 南港          | 鑽石型 | 1996年3月21日 | 福爾摩沙高速公路                                                                          |
| 6                          | 6.0  | 深坑端 | 深坑 終點 | 起點               | 直接式 | 1996年3月21日 | 市道106乙線（文山路）⇒新光路、 石碇交流道 · →文山區、深坑區                               |
|                            |      |        |           |                    |        |               |                                                                                           |

### 隧道
| 名稱        | 長度    | 竣工日期      | 備註     |
| ----------- | ------- | ------------- | -------- |
| 台北2號隧道 | 211公尺 | 1996年3月21日 | [ 註 2 ] |
| 台北1號隧道 | 790公尺 | 1996年3月21日 | [ 註 3 ] |

## 車道數及速限
國道三號甲線採雙向各二車道配置，並設有路肩或避車彎，供故障車、緊急車輛、公務車輛使用。行駛隧道路段應該起頭燈；大型重型機車行駛國道三號甲線全線應全天開啟頭燈。
| 路段                | 車道數 | 車道數 | 車道數 | 速限（km/h） | 速限（km/h） | 備註 |
| 路段                | 東行   | 西行   | 雙向   | 東行         | 西行         | 備註 |
| ------------------- | ------ | ------ | ------ | ------------ | ------------ | ---- |
| 台北端～台北2號隧道 | 2      | 2      | 4      |              |              |      |
| 台北2號隧道～3.7K   | 2      | 2      | 4      |              |              |      |
| 3.7K～4.4K          | 2      | 2      | 4      |              |              |      |
| 4.4K～深坑端        | 2      | 2      | 4      |              | [ 註 4 ]     |      |

## 相關資訊
- 興建單位：交通部台灣區國道新建工程局
- 維護單位：交通部高速公路局
- 管理單位：內政部警政署國道公路警察局

## 外部連結
- OpenStreetMap上有關國道三號甲線的地理
- 交通部高速公路局（页面存档备份，存于）
  - 台北聯絡線交流道里程一覽表 （页面存档备份，存于）